# Bom Jesus do Itabapoana
Bom Jesus do Itabapoana là một đô thị thuộc bang Rio de Janeiro, Brasil. Đô thị này có diện tích 598,401 km², dân số năm 2007 là 36450 người, mật độ 60,9 người/km².